# Donovaly
Donovaly (węg. Dóval, do 1882 Donoval) – wieś i gmina (obec) na Słowacji, w powiecie Bańska Bystrzyca.
Miejscowość położona jest na wysokości od 900 do 1060 metrów n.p.m. na pograniczu Wielkiej Fatry (masyw Zwolenia) na północy i Gór Starohorskich (Barania hlava, 1100 m) na południu, wokół szerokiego siodła Przełęczy Donowalskiej. Przez Donovaly biegnie droga krajowa 59 (międzynarodowa E-77), łącząca Rużomberk na północy z Bańską Bystrzycą na południu.

## Historia
Donovaly powstały na początku XVIII wieku na terenach należących do bańskobystrzyckiej komory górniczej. Pierwsza wzmianka pisana o nich pochodzi z 1702 r. Już jednak blisko sto lat wcześniej istniały tu pierwsze śródleśne osady węglarzy, wypalających węgiel drzewny na potrzeby bańskobystrzyckich hut miedzi. Dzisiejszą gminę tworzą właściwe Donovaly i siedem innych osad. Osady te otrzymywały nazwy od imion lub przezwisk zakładających je mistrzów (słow. mistríkov): Buly (lub Bully, 1618 r.), Hanesy (1627 r.), Mistríky i Mišúty (1743 r.), Močiar (1754 r.), Polianka i Sliačny (1820 r.). Przez Poliankę przebiegała trasa tzw. Akweduktu Szpaniodolińskiego (słow. Špaňodolinský banský vodovod), który doprowadzał wodę do zakładów górniczych w Szpaniej Dolinie z północnych stoków Niżnych Tatr.
Po upadku bańskobystrzyckiego hutnictwa miedzi i w ogóle po przejściu na opalanie pieców hutniczych węglem kamiennym (koksem) mieszkańcy Donoval zajęli się pracą w lasach lub w hutach żelaza w dolinie Hronu. Rosnące bezrobocie było od początku XX w. przyczyną znacznej emigracji zarobkowej (na Węgry i do Ameryki), a równocześnie radykalizacji postaw społecznych mieszkańców. M.in. od 1922 r. działała tu Komunistyczna Partia Czechosłowacji. W okresie międzywojennym zaczęto doceniać walory wypoczynkowe wsi – pierwszy hotel powstał w 1936 r.
W czasie słowackiego powstania narodowego (SNP) Donovaly były jednym z głównych ośrodków tzw. republiki partyzanckiej (Partizánska republika). Tutaj w grupie słowackich działaczy niepodległościowych powstała koncepcja odezwy, która odczytana w dniu 30 sierpnia 1944 r. w Wolnym Radiu Słowackim dała początek powstaniu. Przez krótki okres mieściło się tu dowództwo 1 Armii Czechosłowackiej. W budynku "Športhotelu" odbywały się ostatnie zebrania politycznych i wojskowych organów powstania. Pod koniec października 1944 r. stąd grzbietami Niżnich Tatr na wschód uchodziły setki powstańców i cywilnych uciekinierów. Później w peryferyjnych osadach Donoval mieściły się partyzanckie szpitale, magazyny i punkty kontaktowe. Czasy te przypominają pomnik SNP z postacią powstańca przed wspomnianym "Športhotelem" (artysta rzeźbiarz J. Kostka, architekt M. Škorupa) oraz tablica pamiątkowa na budynku w Bullach, w którym mieścił się partyzancki szpital.

## Turystyka
Sama miejscowość Donovaly leży w paśmie ochronnym Parku Narodowego Niżne Tatry (Národný park Nízke Tatry).
Obecnie Donovaly są znanym ośrodkiem narciarskim, którego centrum – Park Snow Donovaly – leży na zboczach masywu Zwolenia i Novej holi, dokąd dochodzi krzesełkowo-gondolowa. W Donovalach trasy narciarskie biegną po stokach dwóch gór: Nová hoľa (z najdłuższą koleją krzesełkowo-gondolową Telemix o długości 1312 m) i Zahradiste (z najdłuższą koleją krzesełkową o długości 774 m, oferującą także jazdę nocną). Od 1992 r. odbywają się tutaj także wyścigi psich zaprzęgów.
W okresie letnim miejscowość jest popularnym miejscem rozpoczynania wędrówek głównym grzbietem Niżnych Tatr. Przechodzi przez nią czerwony  szlak Cesta hrdinov SNP. Jest to najdłuższy znakowany szlak turystyczny całej Słowacji, prowadzący głównie szczytami i grzbietami gór. 
  odcinek: Donovaly – Barania hlava – Bulovský príslop – Kečka – Hadliarka – sedlo Hadlanka – Kozí chrbát – Hiadeľské sedlo. Odległość 9,5 km, suma podejść 540 m, suma zejść 435 m, czas przejścia: 3:10 h, z powrotem 3 h
  odcinek: Donovaly – Zvolen – sedlo Prípor – Motyčská hoľa – Veľký Šturec. Odległość 7,9 km, suma podejść 80 m, suma zejść 330 m, czas przejścia: 1:15 h, z powrotem 1:30 h
  Donovaly – Korytnica, rázcestie. Odległość 4,7 km, suma podejść 578 m, suma zejść 560 m, czas przejścia: 2:55 h, z powrotem 2:50 h

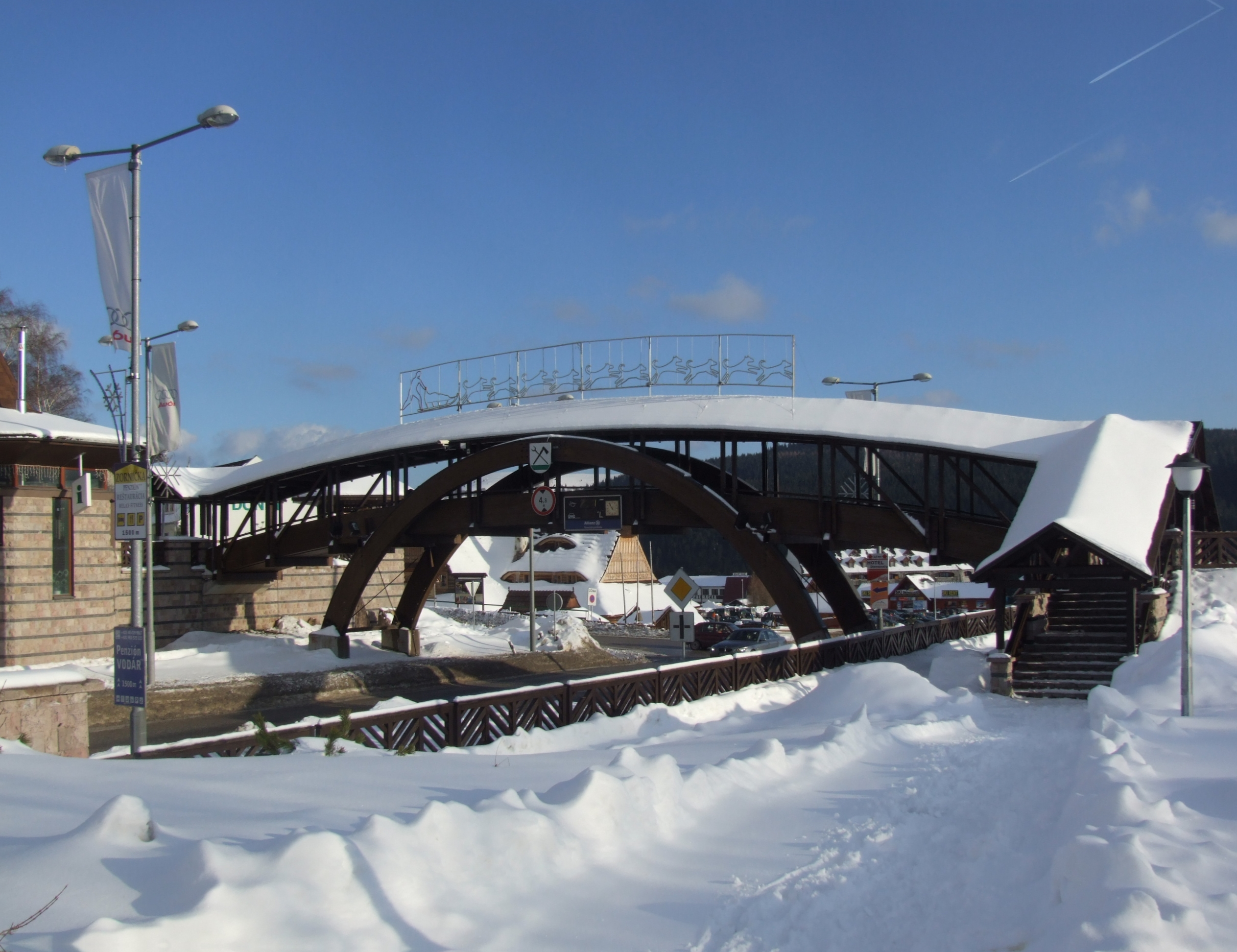
Kładka dla pieszych nad drogą krajową numer 59
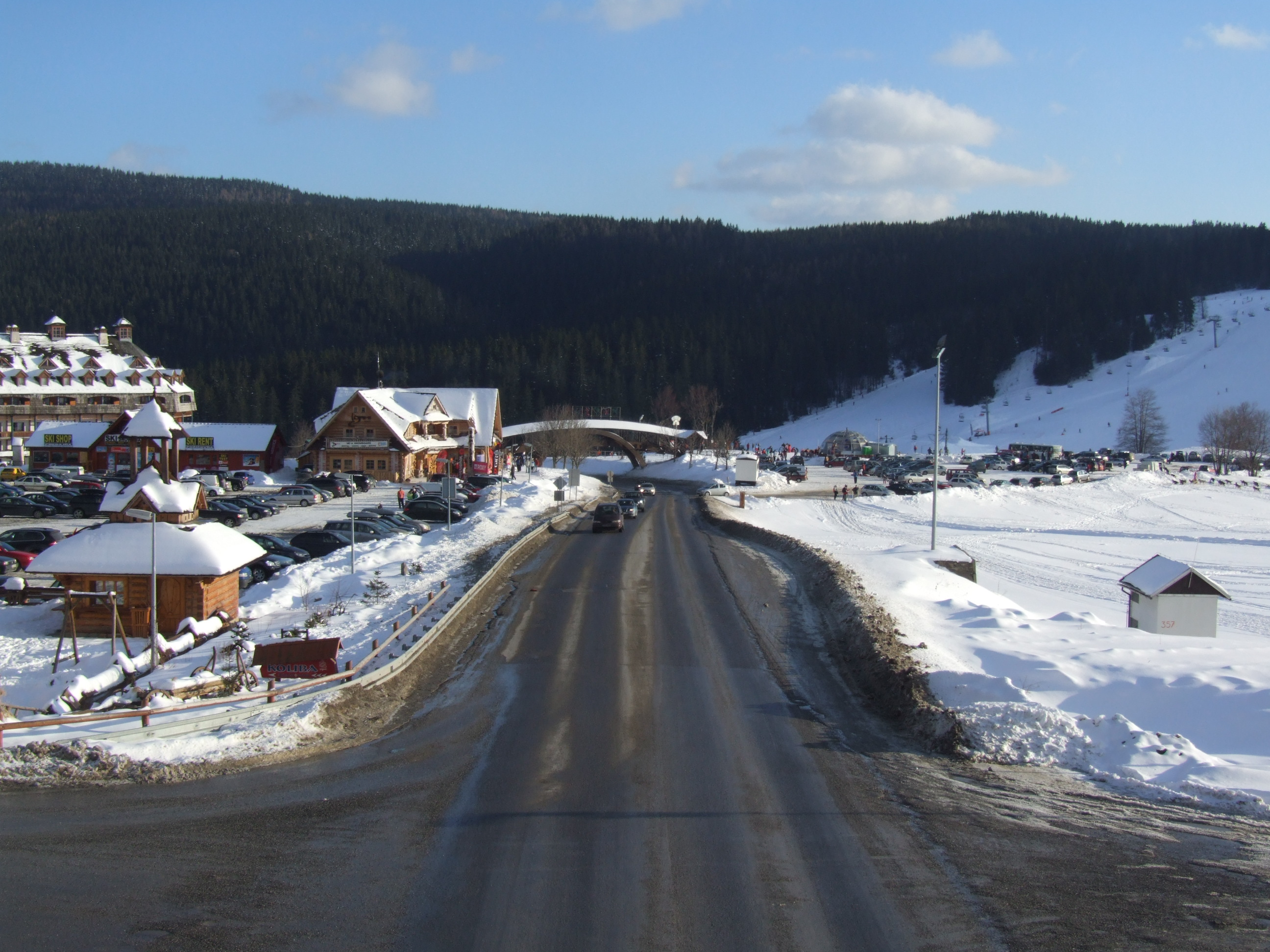
Droga krajowa numer 59 w stronę Rużomberku. Po obu stronach drogi parkingi kompleksu narciarskiego
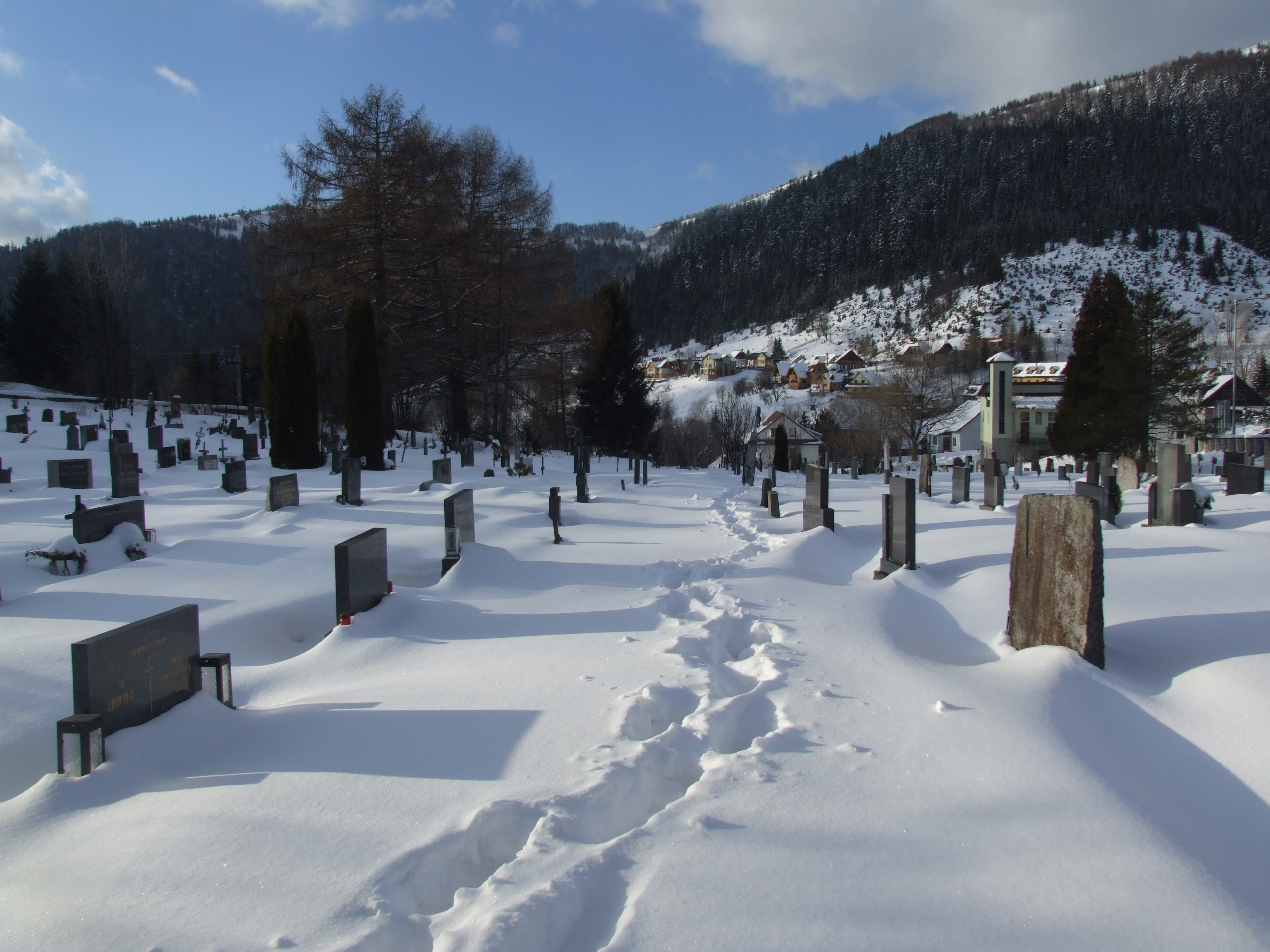
Cmentarz
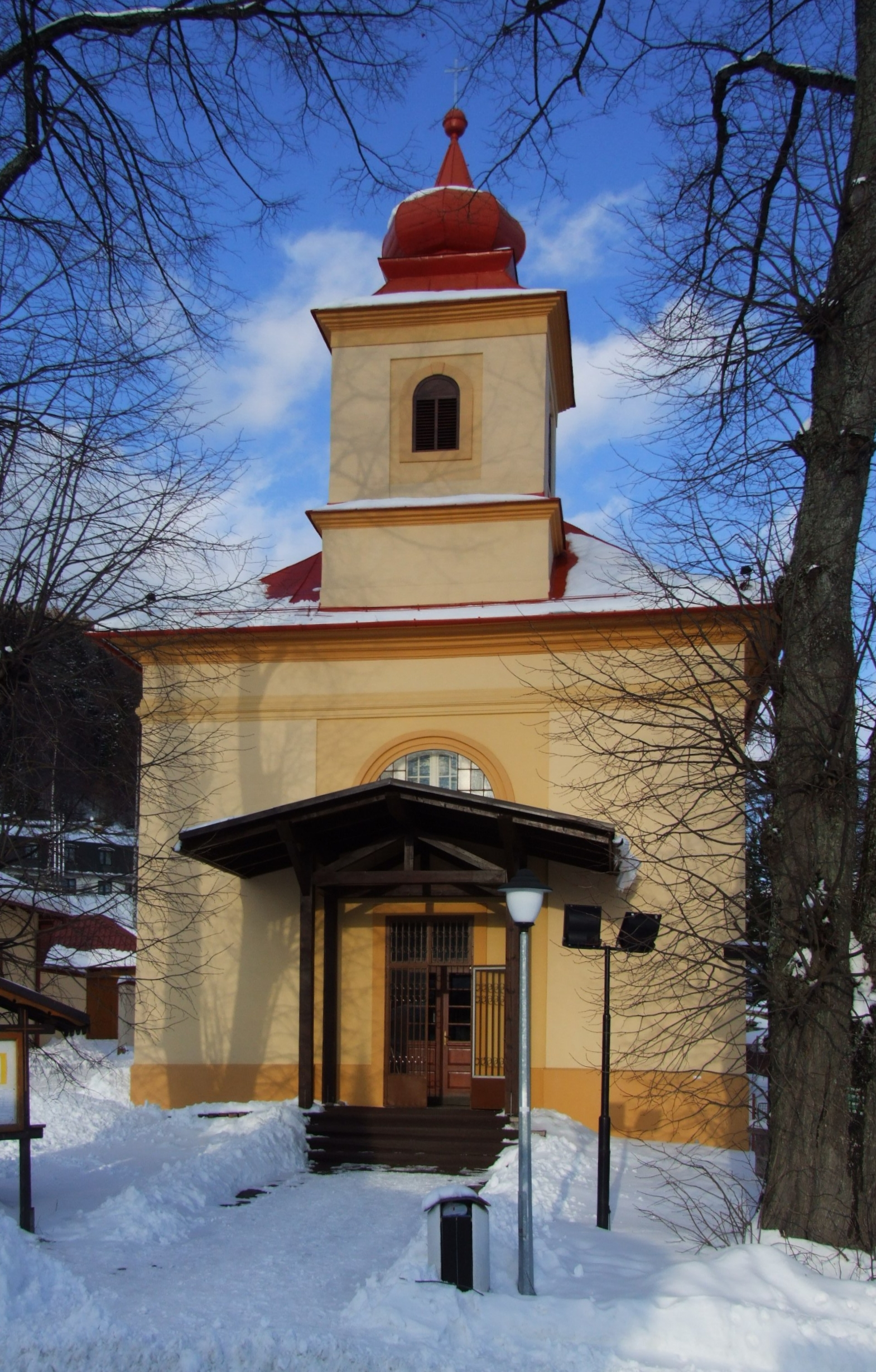
Kościół
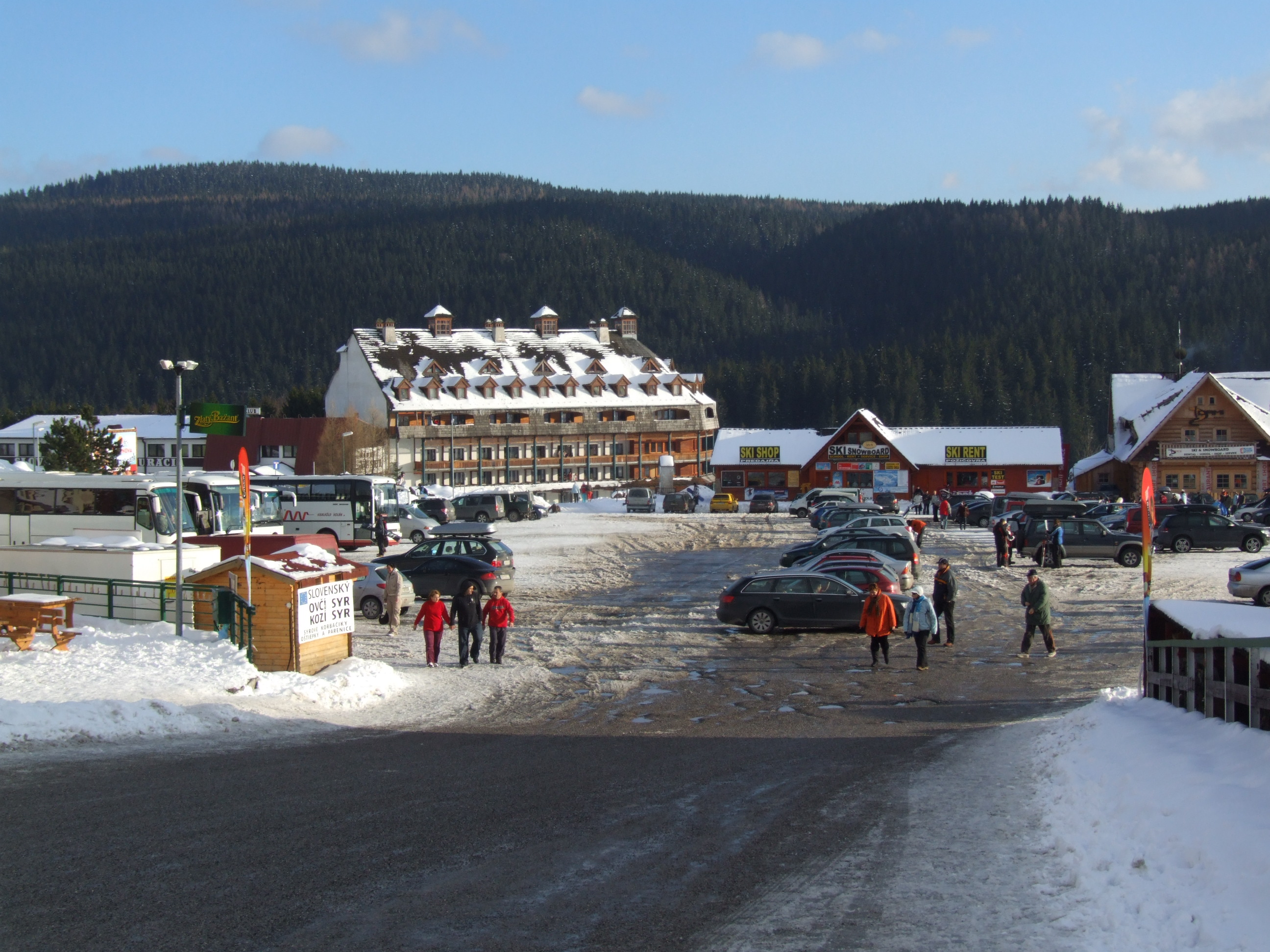
Jeden z parkingów dla turystów
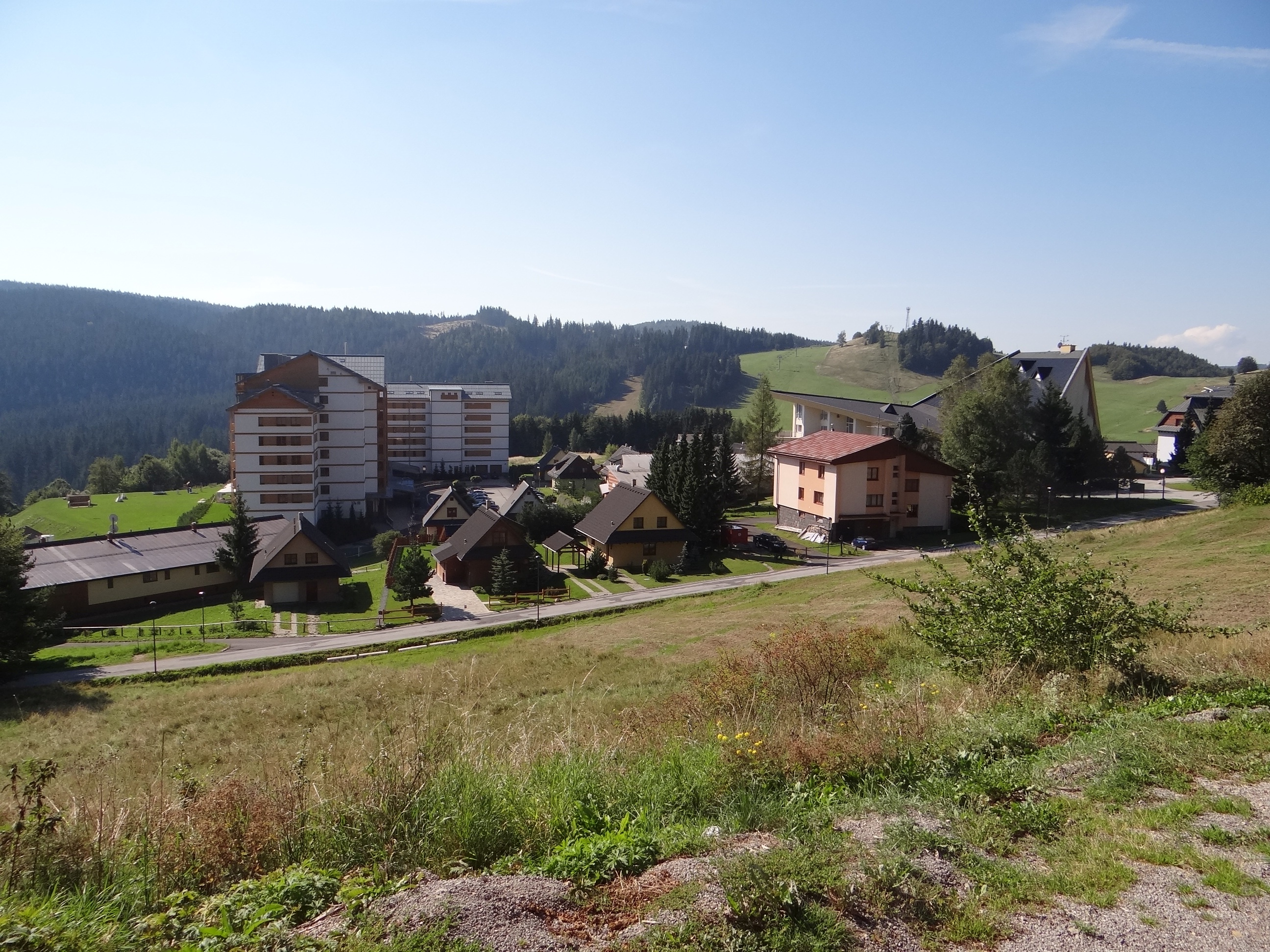
Hotele
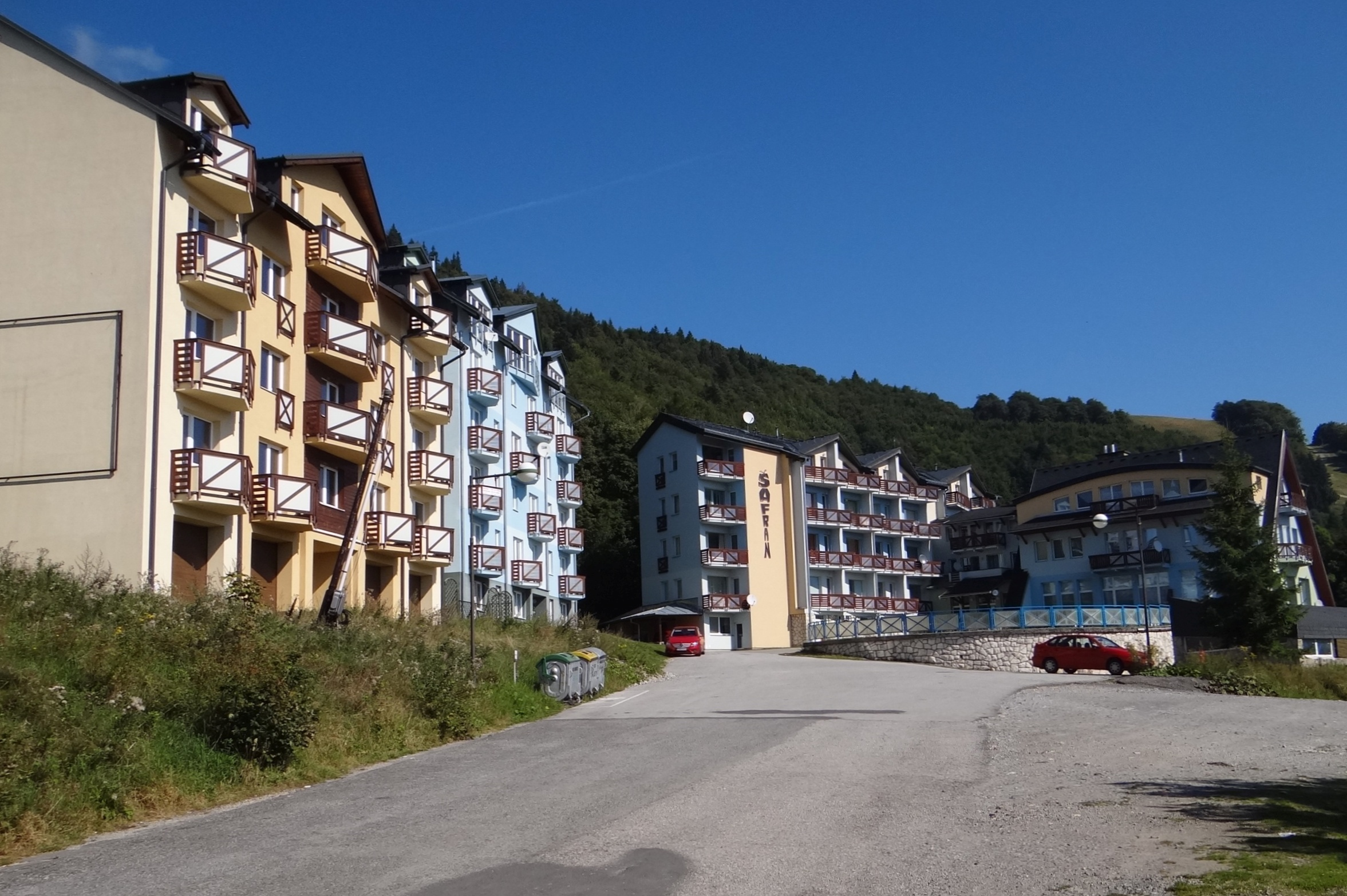
Hotele